# Лишо
Лишо (груз. ლიშო) — село в Грузии, на территории Тианетского муниципалитета края (мхаре) Мцхета-Мтианети.

## География
Село находится в центральной части Грузии, на правом берегу реки Иори, на расстоянии приблизительно 6 километров (по прямой) к северу от посёлка городского типа Тианети, административного центра муниципалитета. Абсолютная высота — 1190 метров над уровнем моря.

## Население
По результатам официальной переписи населения 2014 года в Лишо проживало 62 человека (33 мужчины и 29 женщин). В национальной структуре населения грузины составляли 98,4 %.
| Год  | Население, человек |
| ---- | ------------------ |
| 2002 | 82                 |
| 2014 | ↘ 62               |